# Atelier artistique du béton
Pour les articles homonymes, voir AAB.
L'Atelier artistique du béton (AAB) est une PME française localisée à Mormant spécialisée dans la création de décors en béton à destination des parcs de loisirs, des zoos, des aquariums, centres commerciaux, etc.

## Histoire

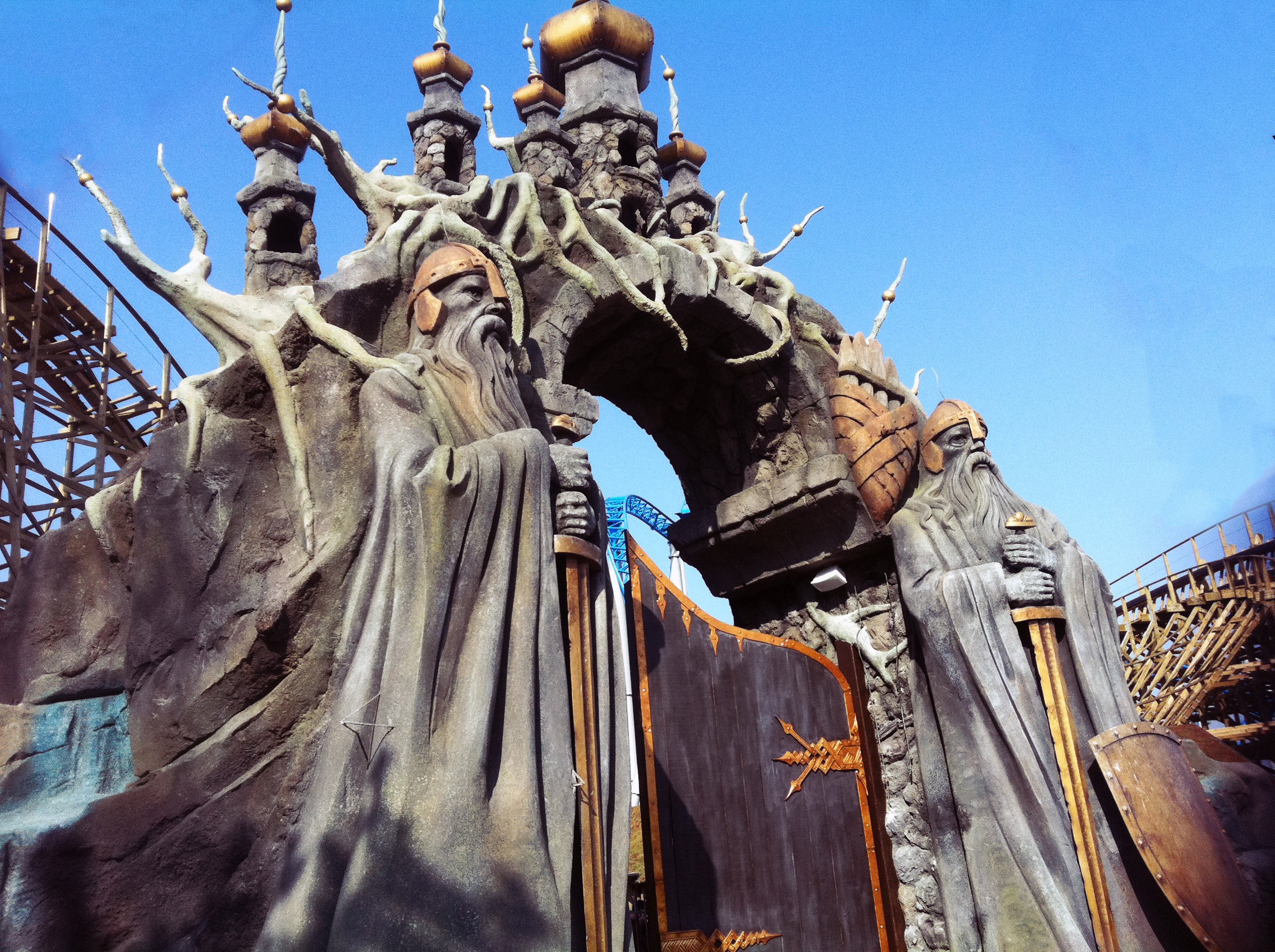
Entrée de Wodan - Timburcoaster, à Europa-Park.

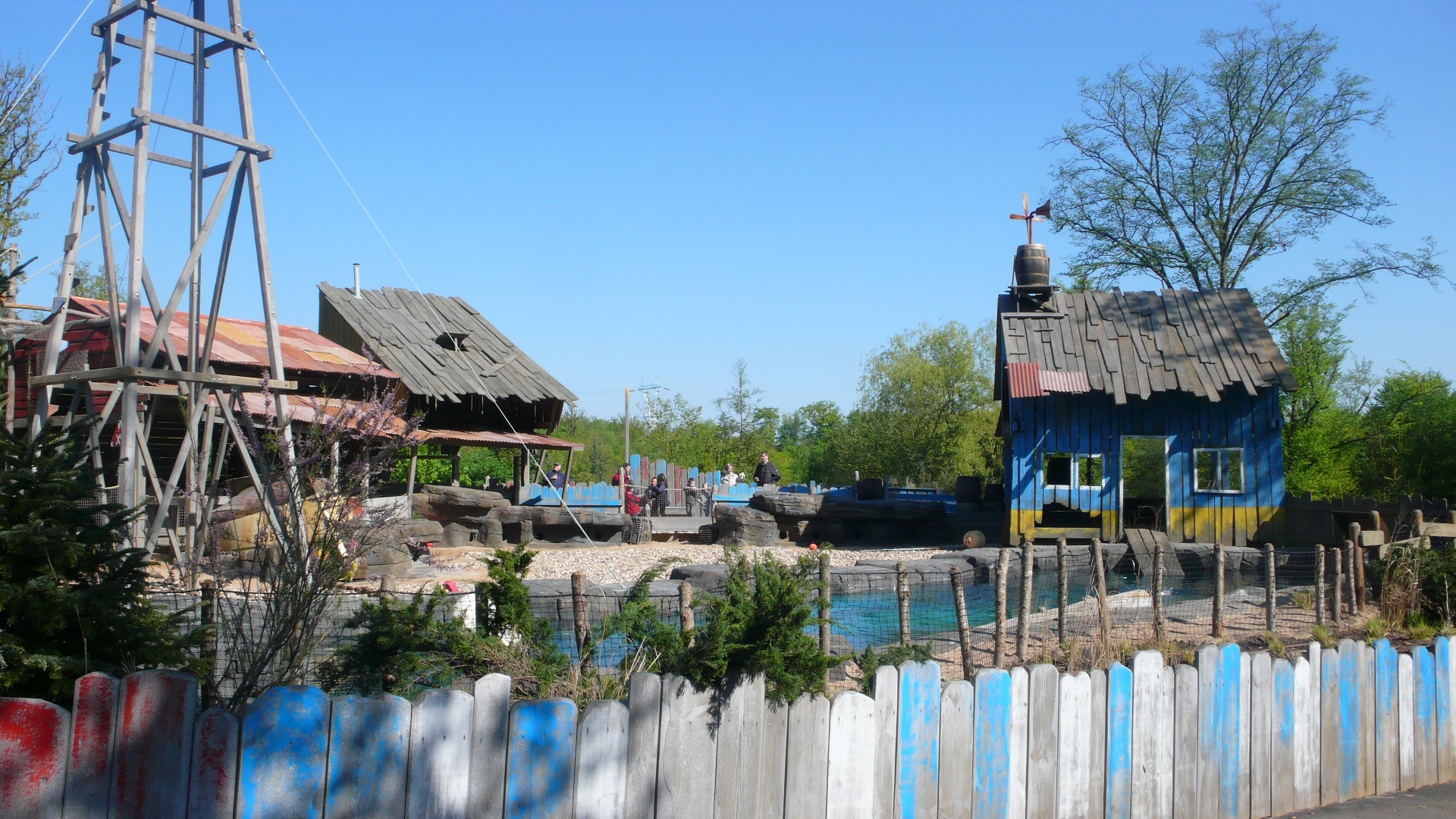
Zoo d'Amnéville.

L'entreprise est créée en 1989 par la collaboration de trois hommes ; Giuseppe Renzi, Silvio Renzi et Francis Hugon. Tous trois issus du domaine de la construction et du bâtiment, ils commencent leur aventure en 1985 avec de multiples réalisations pour le parc Astérix. L'entreprise chargée de la création de celui-ci approche Francis Hugon doté d'un passé professionnel dans la construction et dans une société de matériaux pour modelage et décoration. Il offre la possibilité à deux frères issus de la construction de le rejoindre ; Giuseppe Renzi est chargé de la direction administrative et Silvio Renzi se charge la direction technique alors qu'il prend en charge la direction commerciale.
Voyant là un créneau, ils créent l'entreprise devenue internationale. En 1995, le bureau allemand de Hanovre est inauguré. Il est suivi en 1998 par le bureau de Dubaï et en 2012 par celui de Valence en Espagne. En mai 2016, Nicolas Feldkircher est le repreneur d'AAB après le départ à la retraite de Giuseppe Renzi, l'un de ses fondateurs.
Parmi leurs principaux clients et réalisations, on peut[style à revoir] compter le complexe Disneyland Paris, notamment pour la réalisation de la Tower of Terror ou Ratatouille, Europa-Park pour son hôtel Colosseo, Arthur au Royaume des Minimoys ou les rochers de Blue Fire et le Puy du Fou avec son stade gallo-romain et son bourg 1900. Ils sont les auteurs des roches de Chiapas à Phantasialand et des décors de Templo Del Fuego et Tutuki Splash à PortAventura Park.
Ils sont les créateurs des répliques des grottes Chauvet et de Lascaux ainsi que de décors des parcs zoologiques de Paris et de Beauval, de l'aquarium de Paris, de l'Océanopolis et de l'Aquarium de Biarritz. À l’international, ils collaborent avec le zoo de Lisbonne, le zoo de Hanovre, le zoo de Leipzig ou le zoo de Francfort-sur-le-Main. Les falaises rocheuses de la gare de Monaco et les façades ornementales de Dubai Mall sont également une production de l'entreprise.